# Roberts Plūme
Roberts Plūme (Riga, 6 de marzo de 2000) es un deportista letón que compite en luge en la modalidad doble.
Participó en los Juegos Olímpicos de Pekín 2022, obteniendo una medalla de bronce en la prueba por equipo (junto con Elīza Tīruma, Kristers Aparjods y Mārtiņš Bots).
Ganó cuatro medallas en el Campeonato Mundial de Luge entre los años 2023 y 2025, y seis medallas en el Campeonato Europeo de Luge entre los años 2021 y 2024.

## Palmarés internacional
| Juegos Olímpicos   | Juegos Olímpicos     | Juegos Olímpicos  | Juegos Olímpicos  |
| Año                | Lugar                | Medalla           | Prueba            |
| ------------------ | -------------------- | ----------------- | ----------------- |
| 2022               | Pekín (China)        | Medalla de bronce | Equipo            |
| Campeonato Mundial |                      |                   |                   |
| Año                | Lugar                | Medalla           | Prueba            |
| 2023               | Oberhof (Alemania)   | Medalla de bronce | Equipo            |
| 2024               | Altenberg (Alemania) | Medalla de oro    | Doble (velocidad) |
| 2024               | Altenberg (Alemania) | Medalla de bronce | Equipo            |
| 2025               | Whistler (Canadá)    | Medalla de plata  | Doble             |
| Campeonato Europeo |                      |                   |                   |
| Año                | Lugar                | Medalla           | Prueba            |
| 2021               | Sigulda (Letonia)    | Medalla de bronce | Doble             |
| 2022               | St. Moritz (Suiza)   | Medalla de oro    | Equipo            |
| 2022               | St. Moritz (Suiza)   | Medalla de bronce | Doble             |
| 2023               | Sigulda (Letonia)    | Medalla de oro    | Equipo            |
| 2023               | Sigulda (Letonia)    | Medalla de plata  | Doble             |
| 2024               | Igls (Austria)       | Medalla de plata  | Doble             |